# Ільїн Віталій В'ячеславович
Віта́лій В'ячесла́вович Ільї́н (19 березня 1991 — 29 серпня 2014) — сержант Збройних сил України, учасник російсько-української війни.

## Короткий життєпис
Народився 1991 року в селі Панфілівка Чернігівського району Запорізької області. Батько, В'ячеслав Петрович, працював трактористом; мати, Алла Василівна, доглядала за дітьми в будинку-інтернаті. Віталій добре малював, захоплювався важкою музикою та бджолярством. Закінчив панфілівську ЗОШ; здобув професію будівельника в Бердянському технічному ліцеї. Пройшов строкову службу в лавах ЗСУ; служив за контрактом з 5 липня 2013 року. Сержант, командир бойової машини — командир відділення 93-ї бригади.
З березня 2014 року із частиною знаходився на державному кордоні в Луганській області. Від травня 2014-го перебував у зоні бойових дій; на початку липня побував удома в короткотерміновій відпустці.
Загинув внаслідок обстрілу українських військ поблизу Іловайська під час виходу з оточення на дорозі поміж селом Новокатеринівка та хутором Горбатенко.
3 вересня 2014-го тіло Ільїна разом з тілами 96 інших загиблих привезено до дніпропетровського моргу.
Упізнаний бойовими товаришами та родичами. Похований у селі Панфілівка.
Без Віталія лишились батьки, старший брат В'ячеслав.

## Нагороди та вшанування
За особисту мужність і героїзм, виявлені у захисті державного суверенітету та територіальної цілісності України, вірність військовій присязі під час російсько-української війни, відзначений — нагороджений
- 15 травня 2015 року — орденом «За мужність» III ступеня (посмертно)[1]
- Його портрет розміщений на меморіалі «Стіна пам'яті полеглих за Україну» у Києві: секція 3, ряд 6, місце 36
- Вшановується 29 серпня на щоденному ранковому церемоніалі вшанування українських захисників, які загинули цього дня у різні роки внаслідок російської збройної агресії[2]
- 2016 році село Панфілівка на його честь перейменовано в село Ільїне
- на будівлі Ільїнського навчально-виховного комплексу йому відкрито меморіальну дошку.